# عقيل الموسوي (رجل دين)
السيد  عقيل أحمد علي محفوظ  الملقب بـ ( السيد عقيل الموسوي أو السيد عقيل الساري ) مواليد 30 أبريل 1968 رجل دين مسلم شيعي وناشط سياسي بحريني لعب دورا بارزا في ثورة الرابع عشر من فبراير  وإبان دخول قوات درع الجزيرة  أصبح على قائمة المطلوبين والمطاردين وصدر في حقه أحكام مختلفه من قبل المحكمة العسكرية التي أقيمت في فترة الطوارئ ( السلامة الوطنية ) بأمر ملكي.

## نشأته
نشئ في قرية سار  ومارس نشاطه الاجتماعي والسياسي داخل مجموعات تأثرت بالثورة الإسلامية الإيرانية مطلع ثمانينات القرن العشرين من خلال المساجد والمؤسسات الدينية، وبعد انتهائه من التعليم الأكاديمي قرر الالتحاق بالحوزة العلمية فهاجر إلى قم المقدسة.

## التعليم الديني
واصل في التعليم الحوزوي حتى بلغ مرحلة ما يعرف في مراحل التعليمي الديني البحث الخارج  وهو ما يسبق مرحلة الاجتهاد ومن أبرز اساتذته
- آية الله الشيخ محمد باقر الإيرواني
- الشيخ أكرم بركات
- آية الله الشيخ حسن الجواهري
- آية الله الشيخ عادل العلوي ( العقائد والعرفان )
- آية الله الشيخ مسلم الداوري ( علم الرجال )
- الشيخ أسد قصير

## التعليم الأكاديمي
التحق بجامعة وادي النيل في دولة قطر أثناء تواجده فيها في العام 2006 لمهام تبليغية لدراسة العلوم الإسلامية حتى صدر قرار بطرده ويرجع ذلك إلى المشروع الديني الذي حاول اقامته ( حوزة علمية )

## المنفى
صدر قرار بنفيه من البحرين بعد عودته من قم العام 1996 إبان ما عرف بالانتفاضة الشعبية أو الانتفاضة التسعينية, وعمل خلالها على دعم الحراك المطلبي من خلال تنقله بين قم وسوريا ولبنان

## العودة للبحرين
بعد عودته للبحرين فيما يعرف بعودة المبعدين عام 2001 مارس دوره في الحراك السياسي والوطني وكانت له آرائه العديده التي تتعلق بعدم ثقته بوعود الاصلاحات التي أطلقها أمير البلاد آنداك قبل أن يطلق على نفسه ملكا. وأهمها قيادته لعريضة مقاطعة الانتخابات النيابية التي وقع عليها 42 عالما في العام 2002 

## مركز الإمام علي
أنشى مركزا دينيا بأسم مركز الإمام علي وعمل من خلاله على نشر الثقافة الدينية والوعي الاجتماعي والسياسي وإقيمت فيه الندوات المتنوعة التي شارك فيها قيادات ورموز وطنية من مختلف الطوائف والشرائح والتيارات وقد ضم المركز النشاطات النسويه البارزة تعرض المركز إلى حملات امنية قادها جهاز الأمن الوطني ففي العام 2010 تم تدمير محتوياته وتشميعه وافتتح مجددا في فترة الثورة البحرينية عام 2011 حتى صدر قرار بإزالته ومصادرة محتوياته خلال ما عرف بفترة السلامة الوطنية.

## مناصرته للقضايا العربية والإسلامية
كان له دور بارز في معارضة الاحتلال الأمريكي للعراق والعدوان الإسرائيلي على لبنان و غزة 

## التداعيات السياسية والأمنية
كان لمواقفه ودوره وآرائه أثرها على السلطة السياسية في البحرين وإنكشف ذلك بعد فضيحة جهاز التتبع الذي زرع في سيارته لتجسس عليه وملاحقته في العام 2008 وقد عقد مؤتمرا صحفيا في جميعة وعد  لعرض تفاصيل الحادثة وحضرها صحفيون وحقوقيون وقيادات سياسية.

## إعتقال صيف 2010
تم اعتقاله مع مجموعة من القيادات الحقوقية والسياسية من ابرزهم د.عبد الجليل السنكيس, الشيخ محمد المقداد، الأستاذ حسن المشيمع, الدكتور سعيد الشهابي (زعيم حركة أحرار البحرين), علي عبد الإمام، عبد الغني خنجر
تم اتهامه بالترويج للقلب نظام الحكم واشاعة الأكاذيب ونشر الفوضى وقد تم تعذيبه مع رفقاه في سجن سري تحت الأرض بشتى أنواع التعذيب بشهادة مركز البحرين للحقوق الإنسان  وقد أجريت له محاكمة حضرها موفدين من منظمة العفو الدولية وفرونت لاين وهيومن رايتس ووتش وسفراء كلا من فرنسا وأمريكا وبريطانيا والسويد وكانت شهادات التعذيب التي نشرتها المراكز الحقوقيه بمثابة صدمة للشارع البحريني ورفع وتيرة الحراك الميداني للمطالبة بالإفراج عنهم.
تم الإفراج عنهم بغية تخفيف حدة الغضب الشعبي الذي توافق مع ثورة الرابع عشر من فبراير
مقابلة مع السيد عقيل بعد الإفراج عنه 2011

## ثورة الرابع عشر من فبراير
كان له النشاط اللافت خلال الثورة الشعبية المطالبة بإسقاط النظام في البحرين من خلال خطبه ودعواته إلى رفع حدة الحراك وعدم التنازل عن المطلب الشعبي وهو أول من رفع شعار ( إرحلوا ) وضعها على خيمة عرفت أنها ملتقى للقيادات السياسية والوطنية وهو من دعا إلى محاصرة الاقتصاد البحريني بهدف تحقيق المطالب الشعبية.

## دخول قوات درع الجزيرة
بعد دخول قوات درع الجزيرة وتطبيق السلامة الوطنية تم وضعه على قائمة المطلوبين وتم مهاجمة بيته وإغلاق مركزه ومن ذلك اليوم لم يعد مكانه معروفا ففي الفترة الأولى طالبت المراكز الحقوقية والقوى السياسية الكشف عن مصيره وإلى حد كتابة هذا المقال لا يعرف مكانه.

## أولاده
| الأسم                    | العمر | الوصف |
| ------------------------ | ----- | --- |
| أحمد السيد عقيل الموسوي  | 24    | اعتقل مرات عديده |
| محمود السيد عقيل الموسوي | 23    | ملاحق ومطلوب للسلطات ويواجه محكمه |
| محمد السيد عقيل الموسوي  | 21    | تم اعتقاله وحكم مدة سنه واطلق سراحه في أواخر 2013                                                                                        |
| جهاد السيد عقيل الموسوي  | 17    | تم اعتقاله في العام 2008 بتهمة الاعتداء على الشرطة وهو بعمر 10 سنوات وتم اعتقاله مجددا في العام 2014 ولا زال في السجن ويواجه حاليا محكمه |
| كوثر السيد عقيل الموسوي  | 8     | حرمت من العلاج والجنسيه بسبب ملاحقة ابيها                                                                                                |

## اخوانه
- الشهيد السيد علي الموسوي مراسل قناة العالم

تعرض إلى الملاحقة والسجن والاعتقال واستشهد في العام 2014 وهذا وقد أصدرت منظمة مراسلون بلا حدود بيانا يدين النظام البحريني في العام 2011 بهذا الشأن:
يواجه مراسل قناة العالم علي الموسوي الذي غطى الاحتجاجات في البحرين منذ شهر شباط/فبراير دعاوى قضائية منذ 12 أيلول/سبتمبر. وهو متهم بـ”الخيانة”. وقد فرضت السلطات الرقابة على القناة وحدّت من إرسالها.
- الناشط السياسي السيد فاضل الموسوي [19]

اعتقل في خريف 2011 واطلق سراحه وعاودت القوى الامنية ملاحقته وفر من البحرين

## إنتاجات مرئيه وصوتية
- [http://youtu.be/eI619TwWXmY أنشودة مهداة له انشاد [[حسن علامة ]] بعنوان يا جرح الحسين]]
- الفيلم الوثائقي " أم الشعب " والدة المغيب سماحة السيد عقيل الموسوي
- شهادة خنجر حول تعذيب المغيّب سماحة السيد عقيل الموسوي
- الفلم الوثائقي: أوهل غاب الموسوي فخر العمائم
- أنشودة مهداة من شعب لبنان إلى السيد عقيل الموسوي ( حسن علامة )
- انشودة حاضر رغم الغياب

## روابط ذات صلة بالمقال
1. كتاب إلكتروني الجزء الأول الإستهداف السياسي لسيد عقيل الموسوي 2008
2. كتاب إلكتروني الجزء الثاني الإستهداف السياسي لسماحة السيد عقيل الموسوي 2008
3. مصدر أمني يؤكد: جلاوزة النظام يشنون حملة تفتيش مفاجئة في سجن الحوض الجاف اليوم السبت
4. مركز البحرين: السلطات تعتقل أبناء النشطاء انتقاما من آبائهم
5. السيد محمود الساري: عذاب وتحرش جنسي.. وكبسولة الغثيان
6. تأجيل قضية «قلب نظام الحكم» لإطلاع المحامين على التقارير الطبية السجن 15 عاماً لمتهم بالشروع بقتل شرطة
7. "السلامة الوطنية" ترفض استئناف قضية "قلب نظام الحكم"
8. السلامة الوطنية تصدر حكمها غدا في قضية التنظيم الإرهابي
9. "السلامة الوطنية" تصدر أحكامها في قضية "مؤامرة قلب نظام الحكم"
10. محكمة «السلامة الوطنية» تدين 7 متهمين في قضايا الجنح
11. محكمة السلامة الوطنية الاستئنافية تقضي بالسجن المؤبد في قضية الشروع في قتل عدد من رجال الامن العام
12. «الاستئناف»: «المؤبد» لمتهم بالشروع في قتل شرطة
13. طلاسم تنتظرمن يفك رموز الأحجية؟ مضى العام... طويت القضية ولم يطوَ جاسم
14. هلع وإصابات في «ثانوية سار للبنات» وتوتر أمني ينتهي بإغلاق المدرسة وفتح تحقيق
15. إحالة 21 متهماً بقلب نظام الحكم لمحكمة السلامة الوطنية
16. Bahraini police stormed the house of Sayed Aqeel Alsari - English
17. The youngest child arrested is Jihad Aqeel AlSari -10 years